# Cléopâtre (película de 1899)
Cleopatra (en francés: Cléopâtre) es un cortometraje francés mudo en blanco y negro realizado por Georges Méliès en 1899, con la actuación de Jehanne d'Alcy. Aunque hoy el director Méliès es más conocido por su icónica película Viaje a la Luna, fue esta película la que llamó la atención del productor Charles Urban, que lanzó la película en Estados Unidos bajo el título de Robbing Cleopatra's Tomb; y posteriormente distribuyó muchas de las otras películas de Méliès.

## Trama
Una de las primeras películas de terror que se hayan hecho, trata sobre un intento de resurrección de la momia de Cleopatra VII, donde un hombre corta en pedazos el cadáver, para luego producir a una mujer desde un brasero humeante.

## Pérdida
Durante mucho tiempo se pensó que la película estaba perdida, pero el 22 de septiembre del 2005 se dio noticia del descubrimiento de una copia en Francia. Sin embargo, más tarde resultó que se trataba de la película El Oráculo de Delfos (L'Oracle de Delphes, 1903), que tiene una trama y una ambientación similares.